# Фонд Знань

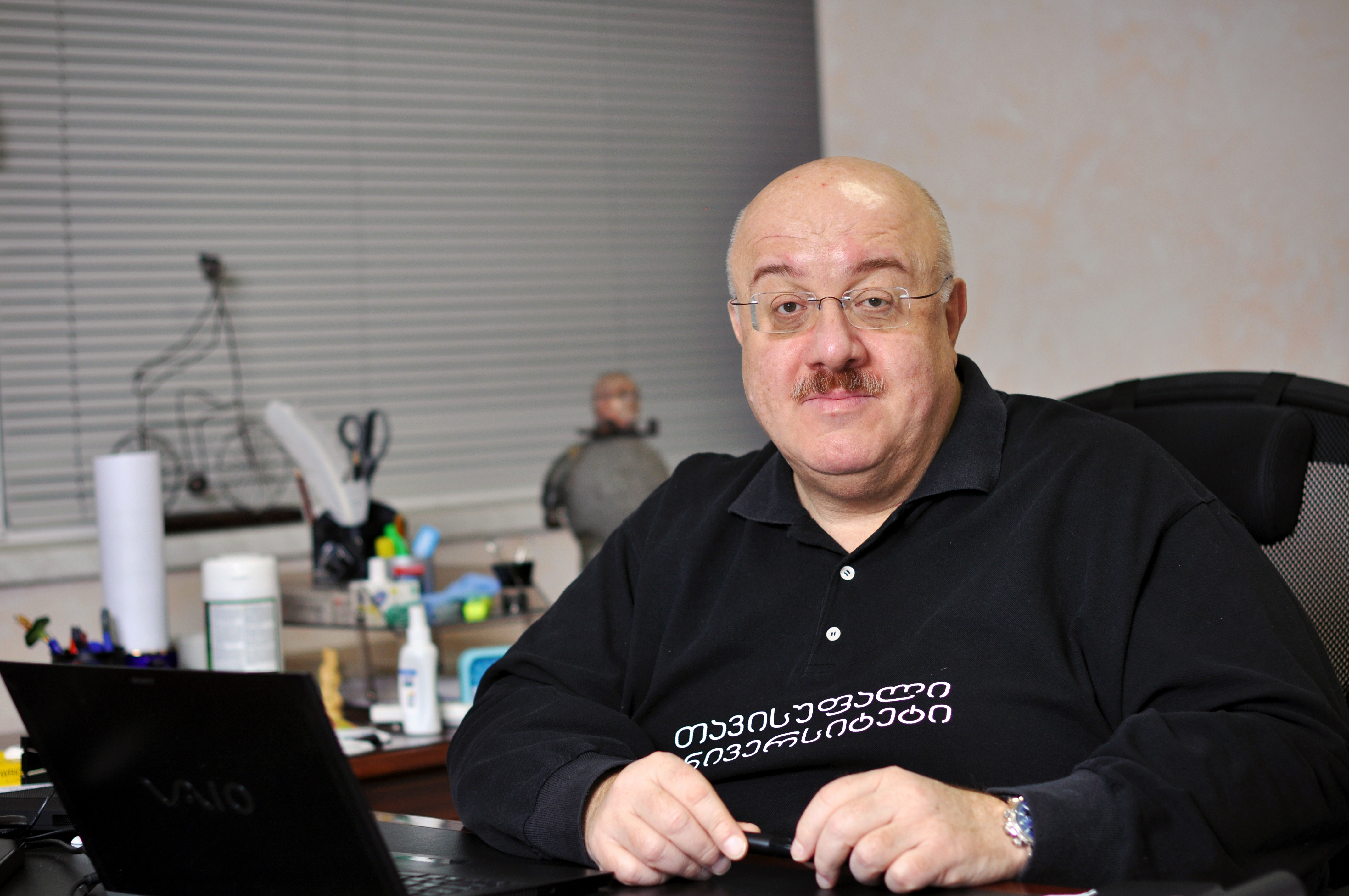
Засновник Фонду — Каха Бендукідзе у своєму кабінеті в університетському кампусі ім. Кахи Бендукідзе
(До його смерті — Дігомському університетському кампусі).

«Фонд знань» — благодійна організація, яка була створена в червні 2007 року для підтримки освіти і науки в Грузії. Засновник Фонду — Каха Бендукідзе.
Місія — «Рекрутувати найталановитіших і цілеспрямованих студентів країни, запропонувати кілька схем для забезпечення доступності до університету незалежно від фінансових ресурсів студентів».
«Фонд знань» є засновником  Тбіліського вільного університету і  Аграрного університету Грузії. Метою фонду є забезпечення молодого покоління вищою освітою світового рівня і заохочення в країні високої якості наукових досліджень. Для цієї мети «Фонд знань» здійснює інвестування в майбутнє покоління Грузії, в тому числі в фінансування навчання студентів, а також навчальної та науково-дослідницької інфраструктури Вільного і Аграрного університетів (станом на травень 2016 року вони входять у п'ятірку найкращих вузів країни).
У цілому, «Фонд знань» інвестував більш ніж 50 млн  доларів США в галузі вищої освіти. Це безпрецедентна кількість приватного капіталу в сфері освіти в масштабі Грузії.